# Baie d'Asō
La baie d'Asō (浅茅湾, Asō-wan) est un profond fjord qui fend presque en deux l'île japonaise de Tsushima. La baie est remarquable pour son littoral de rias avec de petites îles à proximité de la rive. Elle fait partie du parc quasi national d'Iki-Tsushima. Dans  ses eaux y sont cultivées des perles et élevés des seriola quinqueradiata.

## Canal de Manzeki

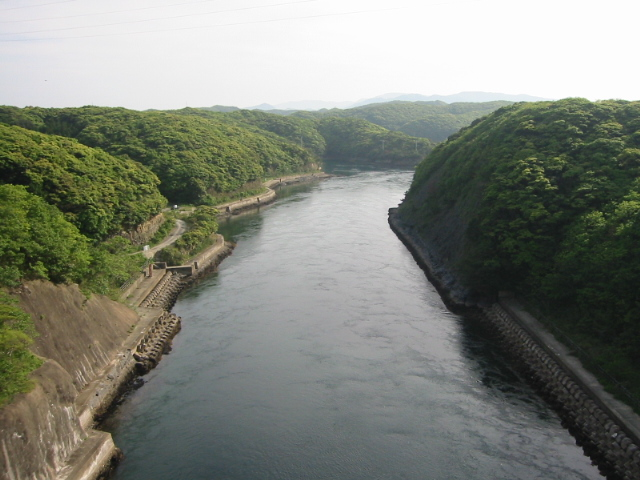

Le canal de Manzeki (万関瀬戸) relie la baie d'Asō à la baie de Miura (三浦湾) qui ouvre sur le détroit de Tsushima. Le canal a été creusé par la Marine impériale japonaise de 1895 à 1904. Large à l'origine de vingt-cinq mètres et profond de trois mètres, il a ensuite été élargi pour accueillir de plus grands navires

## Source de la traduction
- (en) Cet article est partiellement ou en totalité issu de l’article de Wikipédia en anglais intitulé « Asō Bay » (voir la liste des auteurs).